# Philippe Corcuff
Philippe Corcuff (geboren 15. April 1960 in Oran, Französisch-Nordafrika) ist ein französischer Soziologe.

## Leben
Philippe Corcuff besuchte das Institut de journalisme Bordeaux Aquitaine und studierte Sozialwissenschaften an der École des hautes études en sciences sociales. Er wurde 1991 bei Gérard Althabe promoviert. Corcuff habilitierte sich 2013 bei François de Singly an der Université Paris-Descartes.  
Corcuff ist seit 1992 Dozent am Institut d'études politiques der Universität Lyon. Von 2001 bis 2004 hatte er eine Kolumne beim Magazin Charlie Hebdo.  

## Schriften (Auswahl)
- La société de verre. Pour une éthique de la fragilité. Paris, Armand Colin, 2002
- Bourdieu autrement. Fragilités d’un sociologue de combat. Paris, Textuel, 2003
- mit Christian Le Bart, François de Singly (Hrsg.): L’individu aujourd’hui. Débats sociologiques et contrepoints philosophiques. Rennes, Presses Universitaires de Rennes, 2010
- Où est passée la critique sociale? Penser le global au croisement des savoirs. Paris, La Découverte, 2012
- Théories sociologiques contemporaines. France, 1980–2020. Paris : Armand Colin, 2019
- La grande confusion. Comment l'extrême droite gagne la bataille des idées. Paris : Textuel, 2021